# Anke Borchmann
Anke Borchmann z d. Grünberg (ur. 23 czerwca 1954 w Neukalen) – niemiecka wioślarka reprezentująca NRD, złota medalistka olimpijska i dwukrotna medalistka mistrzostw świata.

## Kariera
Wystąpiła na igrzyskach olimpijskich w Montrealu w 1976, gdzie osada NRD w składzie: Roswietha Zobelt, Jutta Lau, Viola Poley, Anke Borchmann i Liane Weigelt-Buhr (sternik) zdobyła złoty medal w czwórkach podwójnych ze sternikiem. W finale wyprzedziły ZSRR o 2,50 sekundy i osadę Rumunii o 2,77 sekundy. Był to debiut tej konkurencji w programie olimpijskim, tym samym reprezentantki NRD zostały pierwszymi w historii mistrzyniami olimpijskimi w czwórkach podwójnych ze sternikiem kobiet. Był to jednocześnie jej jedyny start olimpijski.
W czwórkach podwójnych zdobyła również złoto na mistrzostwach świata w Nottingham (1975). Ponadto zwyciężyła także w dwójkach podwójnych na mistrzostwach świata w Amsterdamie (1977).
W 1976 odznaczona Orderem Zasługi dla Ojczyzny. 
Po zakończeniu kariery służyła w Nationale Volksarmee. Po zjednoczeniu Niemiec służyła w Wasserschutzpolizei.